# Pio Schurti
Pio Schurti (* 8. Juni 1964 in Triesen) ist ein liechtensteinischer Politiker (DU). Er war von 2013 bis 2017 Abgeordneter im liechtensteinischen Landtag.

## Biografie
Schurti wuchs mit Geschwistern auf einem Bauernhof in Triesen auf. Einem der Fortschrittlichen Bürgerpartei nahestehenden Elternhaus entstammend, kandidierte er bei der Landtagswahl 1997 für die FBP, konnte jedoch kein Mandat erringen.
Im Februar 2013 wurde Schurti für Die Unabhängigen in den Landtag des Fürstentums Liechtenstein gewählt. Als Abgeordneter ist er Mitglied der Aussenpolitischen Kommission und des Richterauswahlgremiums sowie Stellvertreter in der liechtensteinischen Delegation für die Interparlamentarische Union. Bei den Landtagswahlen im Februar 2017, sowie im Februar 2021 kandidierte er jeweils erneut, konnte jedoch beide Male kein Mandat erringen.
Schurti arbeitet als Kommunikationsberater. Er ist verheiratet und hat vier Kinder.